# Malcolm McDowell
Malcolm John Taylor (Leeds, 13 de junho de 1943), mais conhecido como Malcolm McDowell, é um ator e dublador britânico. É conhecido por papéis turbulentos, carismáticos e perversos. Nascido em Horsforth, no subúrbio de Leeds e criado em Liverpool, estudou na London Academy of Music and Dramatic Art antes de iniciar a carreira artística, que já dura mais de cinquenta anos.
McDowell é mais conhecido por seus controversos papéis como Alex DeLarge em Laranja Mecânica (1971), o personagem-título em Calígula (1979) e Mick Travis na trilogia Se.... (1968), O Lucky Man! (1973) e Britannia Hospital (1982). Ele apareceu em filmes como Time After Time (1979), Cat People (1982), Gulag (1985), Star Trek Generations (1994), Tank Girl (1995), Gangster No. 1 (2000), Easy A (2010), O Artista (2011) e Bombshell (2019). Ele também interpretou Dr. Samuel Loomis no remake Halloween e sua sequência Halloween II.
McDowell também participou de várias séries de televisão, incluindo papéis recorrentes em Entourage (2005–2011) e Heroes (2006–2007); e o protagonismo em Franklin & Bash (2011–2014) e Mozart in the Jungle (2014–2018). Já tardiamente em sua carreira, ele tornou-se um prolífico dublador em filmes, séries e jogos eletrônicos como Metalocalypse (2007–2012), Bolt (2008), Fallout 3 (2008), God of War III (2010), The Elder Scrolls Online (2014) e Call of Duty: Black Ops III (2015). Recebeu uma estrela na Calçada da Fama de Hollywood em 2012.

## Primeiros anos
McDowell nasceu Malcolm John Taylor em 13 de junho de 1943 em Horsforth, Leeds, filho da hoteleira Edna e do oficial da Força Aérea Real (e mais tarde proprietário de um pub) Charles Taylor. Tem uma irmã mais velha chamada Gloria e uma mais nova chamada Judy. Gloria teve um filho, o também ator Alexander Siddig, que apareceria junto de McDowell no filme Doomsday (2008). A família se mudou para Bridlington, East Riding of Yorkshire, onde o pai de McDowell trabalhava próximo à RAF Carnaby, uma pista de pouso de emergência da Força Aérea durante a Segunda Guerra Mundial, que depois foi desativada. Eles então se mudaram para Liverpool, onde McDowell cresceu e conseguiu um emprego em uma fábrica de nozes da empresa de alimentos Planters na vizinha Aintree quando era adolescente, além de trabalhar no pub de seu pai em Burscough, Lancashire. Começou a ter aulas de atuação enquanto estava na escola, e mais tarde se mudou para Londres a fim de estudar artes cênicas na London Academy of Music and Dramatic Art (LAMDA).

## Vida pessoal
McDowell conheceu a atriz e publicitária britânica Margot Bennett em março de 1969, com quem ficou casado entre abril de 1975 e setembro de 1980. Conheceu a atriz Mary Steenburgen em 1978 durante as gravações de Time After Time, com quem se casou em setembro de 1980. Tiveram dois filhos, Lilly (nascida em 22 de janeiro de 1981) e Charlie McDowell (nascido em 10 de julho de 1983). Divorciaram-se em 1990. Ele casou com Kelley Kuhr em 1991. Eles vivem em Ojai, Califórnia, e têm três filhos juntos.
McDowell tornou-se torcedor do Liverpool Football Club após se mudar ainda criança para Liverpool, passando muito tempo de sua infância no Estádio Anfield.

## Prêmios e indicações
McDowell recusou receber a comenda da Ordem do Império Britânico (CBE) em 1984 e novamente em se tornar cavaleiro em 1995. Recebeu uma estrela na Calçada da Fama de Hollywood em 2012.
| Ano  | Prêmio                                 | Categoria                                       | Obra             | Resultado | Ref.          |
| ---- | -------------------------------------- | ----------------------------------------------- | ---------------- | --------- | ------------- |
| 1971 | National Society of Film Critics Award | Melhor Ator                                     | The Raging Moon  | Indicado  | [ 14 ]        |
| 1971 | Prêmio Globo de Ouro                   | Melhor Ator em Filme Dramático                  | Laranja Mecânica | Indicado  | [ 15 ]        |
| 1971 | National Society of Film Critics Award | Melhor Ator                                     | Laranja Mecânica | Indicado  | [ 14 ]        |
| 1971 | New York Film Critics Circle Award     | Melhor Ator                                     | Laranja Mecânica | Indicado  | [ 16 ]        |
| 1980 | Prêmio Saturno                         | Melhor Ator                                     | Time After Time  | Indicado  | [ 17 ]        |
| 2014 | Prêmio Saturno                         | Prêmio especial de carreira                     |                  | Venceu    | [ 18 ]        |
| 2016 | BloodGuts UK Horror Award              | Melhor Ator Coadjuvante                         | 31               | Indicado  | [ 19 ]        |
| 2019 | Critics' Choice Movie Award            | Melhor Elenco (dividido com o elenco)           | Bombshell        | Indicado  | [ 20 ] [ 21 ] |
| 2019 | Prêmio Screen Actors Guild             | Melhor Elenco em Cinema (dividido com o elenco) | Bombshell        | Indicado  | [ 22 ] [ 23 ] |